# USSR International 1984
Die USSR International 1984 im Badminton fanden vom 26. bis zum 28. Oktober 1984 in Moskau statt.

## Finalergebnisse
| Disziplin    | Sieger                                | Finalist                            | Ergebnis            |
| ------------ | ------------------------------------- | ----------------------------------- | ------------------- |
| Herreneinzel | Poul-Erik Høyer                       | Ulf Persson                         | 15–2, 15–5          |
| Dameneinzel  | Tatyana Litvinenko                    | Svetlana Belyasova                  | 11–4, 2–11, 11–5    |
| Herrendoppel | Pär-Gunnar Jönsson Jan-Eric Antonsson | Ulf Persson Stellan Österberg       | 15–6, 15–8          |
| Damendoppel  | Tatyana Litvinenko Viktoria Pron      | Lotte Olsen Jeanette Jensen         | 15–9, 15–9          |
| Mixed        | Ulf Persson Charlotta Wihlborg        | Jan-Eric Antonsson Lilian Johansson | 15–10, 15–17, 15–12 |